# Джентльмены предпочитают блондинок
«Джентльмены предпочитают блондинок» (англ. Gentlemen Prefer Blondes) — американский фильм 1953 года в жанре музыкальной комедии режиссёра Говарда Хоукса. Кинокартина является экранизацией одноимённого романа Аниты Лус и его бродвейской версии. Главные роли исполнили секс-символы Америки 1950-х годов, Джейн Расселл и Мэрилин Монро.

## Сюжет
Дороти Шоу (брюнетка) и Лорелей Ли (блондинка) — две шоугёрлз и близкие подруги, отправляются в морской круиз на борту лайнера «Queen Mary» через Атлантику на свои гастроли в Париж. Обе незамужние девушки находятся в поиске потенциальных женихов. Но если Дороти предпочитает брак по любви, то Лорелей только по расчёту. Между тем, Лорелей уже обручена с миллионером Гасом Эсмондом. Недовольный их отношениями отец Эсмонда отправляет вслед за своей невесткой частного сыщика, поручив ему следить за тем, будет ли Лорелей верна Гасу.
По пути в Париж хваткая Лорелей встречает миллионера и владельца алмазных приисков «Пигги» Бикмана и легко соблазняет его. Частному сыщику Эрни Мелоуну удаётся собрать на неё компромат. Несмотря на то, что Мелоун искренне влюбляется в подругу Лорелей, Дороти, пикантные фотоснимки попадают в руки отца жениха, и он убеждает Гаса отказаться от заключения брака с Лорелей. По прибытии в Париж девушки обнаруживают, что Эсмонд отказывается оплачивать их проживание в фешенебельном отеле. В это же время их настигает новая проблема: жена Бикмана обвинила Лорелей в краже её бриллиантовой тиары, которую миллионер на самом деле передарил девушке на борту лайнера. После отказа девушки возвращать украшение, она пообещала привлечь её к ответственности.
После выступления Дороти и Лорелей узнают, что у французской полиции есть ордер на арест последней. Лорелей соглашается вернуть тиару, но не находит её — украшение кто-то украл. Тогда Дороти, надев светлый парик, отправляется на суд вместо подруги, а та остаётся в гримёрной с пришедшим к ней Гасом, пытаясь уговорить его оплатить тиару.
На суд приходят Эсмонд-старший и Мелоун. Дороти удаётся остаться неузнанной всеми, кроме Мелоуна, и убедить его в том, чтобы отказаться от своих показаний. Через некоторое время Мелоун говорит, что догадывается, где находится тиара, и готов доставить её в зал суда. Получив такую возможность, вскоре он приводит миллионера Бикмана, у которого и находится тиара. Дело объявляется закрытым.
В конце Лорелей и Гас встречаются с его отцом. Она остаётся с ним наедине и убеждает в своей правоте. Фильм завершается сценой двух одновременно проходящих свадеб: Гаса с Лорелей и Эрни и Дороти, состоявшихся на борту того же круизного лайнера.

## В ролях
| Актёр              | Роль                           |
| ------------------ | ------------------------------ |
| Джейн Расселл      | Дороти Шоу                     |
| Мэрилин Монро      | Лорелей Ли                     |
| Чарльз Коберн      | Фрэнсис «Пигги» Бикман         |
| Томми Нунан        | Гас Эсмонд                     |
| Эллиотт Рид        | Эрни Мелоун                    |
| Тейлор Холмс       | Эсмонд-старший                 |
| Норма Варден       | леди Бикман                    |
| Джордж Уинслоу     | Генри Споффард III             |
| Гарри Кэри-младший | Уинслоу из олимпийской команды |

## Производство
Первоначально роль Лорелей Ли должна была играть Бетти Грейбл, которой пришлось бы заплатить за фильм 150 тысяч долларов, но из-за успеха фильма «Ниагара» и меньшего гонорара эта роль досталась Мэрилин Монро.
Гонорар актрисы составил всего 11 тысяч долларов (500 долларов в неделю), в то время как Джейн Расселл получила за фильм 200 тысяч долларов.
У Мэрилин во время съёмок даже не было собственной гримёрки. В итоге актриса возмутилась, сказав: «Смотрите, фильм называется „Джентльмены предпочитают блондинок“, а я — блондинка!».
В рамках рекламной кампании фильма Монро и Расселл оставили отпечатки своих рук на бетоне за пределами Китайского театра Граумана в июне 1953 года.
Хотя Хоукс считается единственным режиссёром фильма, Расселл и помощник хореографа Гвен Вердон утверждали, что культовый музыкальный номер Монро «Бриллианты — лучшие друзья девушки» на самом деле был полностью поставлен хореографом Джеком Коулом. Расселл рассказывала: «Говард Хоукс не имел никакого отношения к музыкальным номерам. Его даже там не было». Сам Хоукс подтвердил это в интервью писателю Джозефу Макбрайду, сказав, что у него отсутствовало какое-либо желание делать это.

## Прокат
Премьера фильма состоялась 1 июля 1953 года в Атлантик-Сити, 15 июля фильм вышел в прокат в Нью-Йорке, 31 июля — в Лос-Анджелесе.
При затратах в 2,3 млн долларов фильм собрал в мировом прокате 5,3 млн долларов, заняв седьмое место в списке самых прибыльных фильмов 1953 года.

## Восприятие
Фильм получил в целом положительные отзывы от кинокритиков, а игра Монро и Расселл удостоились похвал со стороны даже тех рецензентов, на которых фильм не произвёл особого впечатления. В дальнейшем персонажи, сыгранные актрисами, стали атрибутом поп-культуры.
Критик из The New York Times Босли Краузер назвал режиссуру Говарда Хоукса «неудобной, неуклюжей и медленной», и нашёл шутки, написанные для Расселл, «лишёнными характера и очарования», но пришёл к следующему выводу: «И всё же есть что-то в мисс Расселл и мисс Монро, что заставляет завороженно наблюдать за ними, даже когда их персонажи почти или совсем нечего не делают».
В Variety писали, что «Хоукс поддерживает пикантный вид, который превосходно приводит мюзикл в темп, и помогает скрыть тот факт, что он довольно лёгкий, но сексуальный. Тем не менее, не так уж много нужно, когда у зрителей есть возможность смотреть на роскошные формы Расселл и Монро, показанные в блестящих костюмах в текниколоре».
В Harrison’s Reports написали: «И Джейн Расселл, и Мэрилин Монро — не что иное, как сенсация в главных ролях. Они не только хорошо играют, но и сексуальная манера, в которой они демонстрируют свои песни, танцы, великолепие и ценности чуть ли не поджигает экран и определённо нравится публике, судя по бурным аплодисментам после каждого из хорошо поставленных музыкальных номеров».
Критик из The New Yorker Джон МакКартен написал, что две главные героини «испытывают большой энтузиазм, и иногда его изобилие компенсирует скуку одной длинной сцены вариаций на тему анатомической шутки, которая раньше так безмерно развлекала клиентов Мински».
Британский ежемесячный бюллетень фильмов похвалил Джейн Расселл за её «приятную Дороти, полную очарования и добродушия», но заявили, что «фильм был скомпрометирован по сравнению с пьесой из-за кастинга Мэрилин Монро и отказа от формата 1920-х годов, а также неуместной современной рационализацией, которая превращает некоторые яркие, остроумные песни в современные, до ужаса приторные номера. Всё это завершается счастливыми концовками двух историй любви. Говарду Хоуксу также не хватает хватки, он отрывистый и не изобретательный».

## Саундтрек
| Песня                                      | В исполнении                 | Примечания         |
| ------------------------------------------ | ---------------------------- | ------------------ |
| «A Little Girl from Little Rock»           | Мэрилин Монро, Джейн Расселл | Исполнена два раза |
| «Bye Bye Baby»                             | Мэрилин Монро, Джейн Расселл |                    |
| «Ain't There Anyone Here For Love»         | Джейн Расселл                |                    |
| «When Love Goes Wrong, Nothing Goes Right» | Мэрилин Монро, Джейн Расселл |                    |
| «Diamonds Are a Girl's Best Friends»       | Мэрилин Монро                | Исполнена два раза |

## Награды и номинации
| Дата церемонии  | Награда                        | Категория                 | Номинанты      | Результат |
| --------------- | ------------------------------ | ------------------------- | -------------- | --------- |
| 25 февраля 1954 | Премия Гильдии сценаристов США | Лучший сценарий к мюзиклу | Чарльз Ледерер | Номинация |